# Перепись населения США (1960)
Восемнадцатая перепись населения на территории США проводилась в 1960 году. По результатам переписи население страны составило 179 323 175 человек, что примерно на 18,5 % больше, чем в предыдущей переписи. Тогда по результатам переписи в стране проживало 151 325 798 человек. Перепись стала первой, в которой в каждом штате приняло участие более 200 000 человек и последней, по результатам которой штат Нью-Йорк оказался на первом месте по численности населения.